# Renault Type BM
Der Renault Type BM war ein frühes Personenkraftwagenmodell von Renault. Er wurde auch 25 CV genannt.

## Beschreibung
Die nationale Zulassungsbehörde erteilte am 1. Juni 1910 seine Zulassung. 1911 endete die Produktion. Es gab weder einen Vorgänger noch einen Nachfolger vergleichbarer Größe. 
Ein wassergekühlter Vierzylindermotor mit 110 mm Bohrung und 160 mm Hub leistete aus 6082 cm³ Hubraum 28 PS. Der gleiche Motor wurde auch in den Lastkraftwagenmodellen Renault Type BL und Type BN eingesetzt. Die Motorleistung wurde über eine Kardanwelle an die Hinterachse geleitet. Die Höchstgeschwindigkeit war je nach Übersetzung mit 55 km/h bis 89 km/h angegeben.
Bei einem Radstand von wahlweise 308 cm oder 325 cm und einer Spurweite von 140 cm war das Fahrzeug wahlweise 436,5 cm oder 453,5 cm lang und 168 cm breit. Der Wendekreis war mit 13 bis 14 Metern angegeben. Das Fahrgestell wog 1000 kg, das Komplettfahrzeug 1800 kg. Zur Wahl standen Torpedo und Limousine. Das Fahrgestell kostete 16.500 Franc.